# الصنوبر (اللاذقية)
الصنوبر قرية سورية تتبع ناحية الهنادي في منطقة اللاذقية في محافظة اللاذقية.
تبعد نحو 13 كم عن مركز مدينة اللاذقية باتجاه مدينة جبلة وحوالي 600 م غرب اوتوستراد اللاذقية-جبلة.
يحاذي القرية جنوباً نهر الصنوبر, وغرباً البحر الأبيض المتوسط بشاطئ رملي مميز.
مدرسة قرية الصنوبر تحمل اسم الشهيد منير اسباهية.
تشتهر هذه القرية بكثرة أشجار الصنوبر وقربها من البحر, إضافة إلى جسر قديم يعبر نهر الصنوبر منذ فترة الانتداب الفرنسي على سوريا.
في القرية جامع خاص بها بني على ضفة النهر الجنوبية قرب مقام الشيخ علي.
بتاريخ ٧ / ٣ / ٢٠٢٥ ارتكبت الفصائل المسلحة التابعة للقوات الحكومية مجزرة بحق أهل القرية كونهم من أبناء الطائفة العلوية راح ضحيتها مئتا شخص دفنوا في مقبرة جماعية حيث لم تسمح الحكومة بدفنهم بشكل لائق 